# 張培剛 (民建聯)
張培剛（英語：Cheung Pui-kong，1977年6月13日—），香港建制派人士，民建聯成員，現任香港觀塘區議會觀塘北選區議員，曾任觀塘區議會秀茂坪中選區議員。

## 外部連結
- 張培剛Facebook專頁